# Jean Staune
 (mars 2019).
Jean Staune (né le 1er juillet 1963 à Bordeaux) est un prospectiviste et philosophe des sciences, auteur d'ouvrages de synthèse, individuels et collectifs, dans ces deux domaines, ainsi que plus récemment en théologie.

## Biographie

### Jeunesse et formation
Il est le fils de Juris Staune, né à Riga le 20 juin 1922, et de Marie-Nicols Dubos, née à Paris le 14 décembre 1921. Il est marié depuis le 21 juin 2003 à Danya Qing, née le 21 juin 1970 dans le Henan (Chine).
Jean Staune a obtenu,, :
- un DEUG de mathématiques appliquées aux sciences sociales (MASS) de l'université Paris-VII en 1984
- une maîtrise « Méthodes informatiques appliquées à la gestion des entreprises » de l'université Paris IX Dauphine en 1986
- un DESS « Capacité à Administrer une Entreprise » (CAAE) de l'Institut d'administration des entreprises (IAE) de l'Université Paris I Panthéon-Sorbonne en 1987
- un diplôme de l'Institut d'études politiques de Paris (Science-Po), section Économie et Finances, en 1988
- un DEA « Géologie du Quaternaire, Paléontologie humaine et Préhistoire » du Muséum national d'histoire naturelle, avec un mémoire sur la base du crâne des hominidés fossiles, sous la direction de Henry de Lumley et le co-encadrement d'Anne Dambricourt-Malassé en 1994.

### Carrière professionnelle
Il est professeur affilié à l'Université Mohamed VI Polytechnique où il dirige le centre Sciences et Quête de sens, Maître de conférences à l'Ecole des Hautes Études Commerciales (HEC, section MBA), a été collaborateur scientifique de l'Ecole Polytechnique Fédérale de Lausanne (EPFL),,,,. Il est fondateur, secrétaire général et principal animateur de l'Université interdisciplinaire de Paris, une association loi de 1901 qu'il a créée en 1995.
Il a été directeur de la collection Le temps des sciences aux Éditions Fayard,, et est directeur éditorial des éditions Diateino.
Il est souvent présenté comme philosophe chrétien. Baptisé orthodoxe, Jean Staune s’est converti au catholicisme.

## Université interdisciplinaire de Paris
Jean Staune est le cofondateur et secrétaire général de l'association loi de 1901 nommée Université interdisciplinaire de Paris. Comme d'autres universités populaires, l'UIP organise des colloques sur différents thèmes scientifiques et sociétaux.

## Prospectiviste
Au cours de sa carrière, Jean Staune s'est notamment attaché à étudier l'évolution de la société, des nouvelles technologies (dont le numérique et l'intelligence artificielle), le développement durable et l'évolution des méthodes de management des entreprises. Il a écrit deux ouvrages synthétisant ses recherches en matière de prospective : « Les Clés du futur », Plon, 2015, préfacé par Jacques Attali, et La Grande Mutation, Diateino, 2021 et a participé à de nombreuses conférences :
- Jean Staune est intervenu en tant que prospectiviste dans Le Big Bang du Figaro[16], et à cette occasion a été interviewé par Le Figaro[17],[18]
- Il est intervenu en 2016 à l'université d'été du MEDEF à HEC Paris à la Table Ronde de clôture, en compagnie des PDG d'Orange et de Cisco[19], puis en 2018 à la même université d'été[20].
- Il est intervenu dans Les grandes conférences de Liège organisées par la mairie de Liège[21], dans les Journées économiques organisées par la Région Nouvelle Aquitaine[22], dans Les Etoiles de l’Economie organisées par La République des Pyrénées[7]
- Il est intervenu comme prospectiviste pour l'Université Catholique de Lille[23], pour des chefs d'entreprises et pour le grand public à l'occasion notamment des rencontres du CERA[24], de conférences LUDyLAB et la SiliconVendée[25] ou encore d'un TEDx IssyLesMoulineaux[26]
- En 2017 il a été le directeur du programme du Zermatt Summit, un sommet international consacré au futur de l'humanité[27].

## Professeur et consultant en management accompagnant l'évolution des entreprises
Après avoir déjà abordé les nouveaux types d’entreprises dites « libérées » dans Les clés du futur, Jean Staune a consacré son ouvrage L’intelligence collective, clé du monde de demain (éditions de l’Observatoire, 2019) au thème de la mobilisation de l’intelligence collective dans l’entreprise. Il enseigne ce domaine à l'Africa Business School de l'Université Mohammed VI Polytechnique, où il est professeur affilié depuis 2019 et dirige le centre Science et Quête de Sens depuis janvier 2023.
Il est intervenu comme consultant dans de nombreux secteurs comme l'industrie, la finance, l'immobilier, les smart cities et pour des associations de managers et entrepreneurs telles que le Centre des jeunes dirigeants ou le Cercle du leadership. Depuis 1995 il a effectué plus de 250 journées de séminaires de formation pour les membres de l'Association pour le Progrès dans le Management (APM).

## Les Clés du futur(2015)
Le livre Les Clés du futur a été présenté à l’Université Paris-Dauphine le 29 juin 2015 lors d’un colloque dans lequel sont intervenus Jacques Attali, le sociologue Michel Maffesoli, le philosophe André Comte-Sponville, des chefs d’entreprise comme Dominique Louis, des managers comme Olivier Legrand et différents professeur de l’Université Paris-Dauphine comme Michel Rousseau,. Michel Maffesoli a entre autres déclaré, à cette occasion : « Une somme forte intéressante, hors des sentiers battus et des analyses académiques habituelles, qui propose une vision encyclopédique et transversale, un peu comme l’avait fait Pic de la Mirandole à la Renaissance ».
Dominique Louis, PDG du groupe Assystem a déclaré : « Jean Staune est l’un de ceux qui nous permettent le mieux de nous préparer à l’avenir en nous montrant à quel point le monde est différent des schémas classiques que nous avons en tête ».
Gilles Babinet, premier président du Conseil français du numérique, a commenté sur son blog : « Rares sont les livres qui m’ont autant ému, impressionné, et finalement fait réfléchir. La thèse : le monde est en train d’effectuer une mutation accélérée de la modernité vers la poste modernité. En physique, en biologie, en mathématiques, les découvertes récentes sont des ruptures peut être comparable à l’affirmation de Galilée ; en organisation sociale, au sein des entreprises, des modèles nouveaux apparaissent, incomparablement plus performant et plus motivant. En épistémologie, le principe du réductionnisme et de l’objectivisme est peu à peu abandonné. L’auteur, au travers d’une posture clairement assumée comme transdisciplinaire n’exprime ni plus ni moins l’idée qu’une mutation anthropologique majeure est en cours à l’échelle de l’humanité. La vision est magistrale parce qu’unifiée et elle accompagne clairement le mouvement de la révolution digitale. Elle pose les principes d’un projet social harmonieux et réaliste en s’appuyant sur un niveau de documentation rarement égalé ».
Luc Ferry a écrit dans Le Figaro : « Enfin un ouvrage intelligent sur l'écologie, un livre qui, au lieu de pleurnicher sur nos splendeurs passées, d'idéaliser je ne sais quel âge d'or perdu ou de nous inviter, comme disait Voltaire, à remarcher «à quatre pattes», s'attache à comprendre les potentialités positives qui vont révolutionner notre avenir. Elles sont du reste déjà là, à l'œuvre dans nos sociétés modernes. Si vous n'êtes pas de ceux qui passent leur temps à commémorer quelque moment glorieux de leur identité perdue pour tenter d'apercevoir ce qui reste de leur nombril, lisez donc le maître livre de Jean Staune, Les Clés du futur*. Réinventer ensemble la société, l'économie et la science ».

## Philosophie des sciences
Avec son ouvrage Notre existence a-t-elle un sens (éditions Presse de La Renaissance, 2007) puis La science en otage (éditions de La Renaissance, 2009) Au-delà de Darwin (avec Jacqueline Chambon, Actes Sud, 2010) et Explorateur de l’invisible (éditions Guy Trédaniel, 2017), Jean Staune a développé une œuvre sur les implications métaphysiques et philosophiques des sciences contemporaines ainsi que des réflexions épistémologiques sur le bon et le mauvais usage des théories scientifiques. Il a présenté ses thèses aux étudiants de l'Ecole Polytechnique, et dans des émissions de radio et de télévision et à l'occasion de conférences internationales. Ses positions ont été débattues avec Luc Ferry et André Comte-Sponville.

## Notre existence a-t-elle un sens?(2007)
Cet ouvrage comprend cinq parties : I. La question la plus importante qui soit. II. Qu’est-ce que le réel ? III. D’où venons-nous ? Où allons-nous ? IV. Sommes-nous ici par hasard ? V. Qui sommes-nous ?.
Préfacé par l’astrophysicien Trinh Xuan Thuan et postfacé par le neurologue Dominique Laplane, cet ouvrage a été déposé sur le bureau de l’Académie des sciences morales et politiques par le physicien et philosophe Bernard d'Espagnat, avec une note qui conclut « Jean Staune a magnifiquement réussi à faire connaître toutes ces données et à développer ses arguments en un langage simple, clair, direct, amusant même à l'occasion, qui rend la lecture de ce gros livre aussi aisée que captivante et contribue à sa manière à en faire un ouvrage, à mon avis, exceptionnel ».
Philippe Deterre, coordinateur du réseau Blaise Pascal, prêtre, directeur de recherche au CNRS en génétique a publié une critique détaillée de cet ouvrage dans la revue Connaître numéro 30 de janvier 2009. Soulignant « les talents de vulgarisateur » de l'auteur, il pointe plusieurs imprécisions notamment sur le Big Bang , une lecture à contresens du mythe de la caverne chez Platon et du darwinisme : « Il me semble ainsi dommage que pour contrer le darwinisme et le matérialisme en général, l’auteur en arrive à le caricaturer ainsi » et aussi : « Les résultats des sciences peuvent certes invalider certaines des significations que nous donnons à la vie, au monde, à l’Univers, mais les sciences n’imposent aucune interprétation, ni celle d’une création, ni celle d’un non-sens, à la question de savoir si notre existence a un sens, ce n’est pas la science qui répondra, ni dans un sens ni dans l’autre ». Philippe Deterre revendique également une lecture différente du monothéisme que celle de J. Staune.
Jean Staune a répondu dans le même numéro de cette revue. Il s'appuie sur les travaux de Simon Morris-Conway pour maintenir que le phénomène d'évolution convergente annonce d'ores et déjà une révolution dans les sciences du vivant.
Le philosophe Michel Siggen a également critiqué l’ouvrage dans « Le platonisme scientifique de Jean Staune », revue Nova et Vetera, juillet-août-septembre 2008. Il écrit « la position platonicienne de Bernard d’Espagnat et Jean Staune résulte selon nous d’une grave erreur de méthode. Nous avons déjà vu que Staune ne respectait pas beaucoup la diversité des méthodes en science. Cette erreur de méthode est la même que celle que Platon a faite. Elle consiste en ceci : chez ses auteurs, il y a confusion entre la nature profonde de la réalité et la nature des instruments méthodologiques utilisés pour connaître cette réalité. Staune confond donc l’ordre du réel, l’ordre de l’être, avec l’ordre de la connaissance ». Il écrit par ailleurs sur un autre point : « Par conséquent selon notre étude, il n’est pas possible de considérer la thèse de Jean Staune comme relevant explicitement du néo créationnisme, une telle affirmation serait malhonnête intellectuellement ».
Jean Staune a également dirigé deux ouvrages collectifs, Science et quête de sens (Presses de la Renaissance, 2002) et La science, l’homme et le monde (Presses de la Renaissance, 2008), auxquels ont contribué trente-cinq personnalités dont onze Prix Nobel.

## Rapprochement entre science et religion
Pour Jean Staune, les découvertes scientifiques ont par elles-mêmes des implications philosophiques et métaphysiques, indépendamment de tout présupposé théologique ou religieux. En s’appuyant sur les écrits de Bernard d'Espagnat (qui postule un « réalisme non physique » comme conséquence d’expériences de physique telles que la non-localité), de Trinh Xuan Thuan (portant sur le « réglage fin de l’univers » qui pose – sans y répondre – la question d’un principe créateur), de Roger Penrose (qui affirme que l’esprit humain a un accès direct à un monde platonicien des vérités mathématiques) et de Benjamin Libet (sur la non-identité entre les états neuronaux et mentaux), Jean Staune affirme que les progrès scientifiques donnent une crédibilité nouvelle aux conceptions non matérialistes du monde et de l’homme et convergent avec certaines intuitions de toutes les grandes traditions, monothéistes ou non. Cette conclusion est vivement contestée par des scientifiques et des philosophes qui affirment que la science ne saurait se concevoir hors d’une épistémologie matérialiste (voir Intrusions spiritualistes en sciences et Les matérialistes et leurs détracteurs sous la direction de Jean Dubessy et Guillaume Lecointre).
Il est membre du Réseau Blaise Pascal qui regroupe les scientifiques francophones intéressés par ce thème.

## Critique du darwinisme
Jean Staune soutient une vision de l’évolution dans laquelle le hasard et la sélection naturelle, s’ils jouent un rôle important, ne jouent pas le rôle essentiel pour la création et le développement de la vie sur terre. Il se réfère aux idées de Simon Conway-Morris, de Michael Denton, d’Anne Dambricourt Malassé, de Vincent Fleury et de Christian de Duve pour expliquer, dans une perspective néo-teilhardienne que l’évolution est toujours dirigée vers plus de complexité et ne dépend donc pas seulement des mutations et de la sélection naturelle.
Jean Staune a été accusé de « néo-créationnisme » bien qu’il soit non seulement un fervent défenseur de la notion d’évolution des espèces, mais surtout qu’il ait lutté contre le créationnisme, aussi bien dans les milieux catholiques que dans les milieux musulmans en organisant des conférences sur ce sujet, au cours desquelles il s'est confronté à des créationnistes de ces deux religions et a dénoncé leurs idées, , et en écrivant des articles,. Son ouvrage La science en otage contient également une critique des différentes formes de créationnisme, mais aussi une dénonciation de certains mouvements matérialistes scientistes qui utilisent l’accusation de « créationniste » pour discréditer leurs opposants.
Plusieurs membres de l'Association française pour l'information scientifique, association qui promeut l'athéisme dans les sciences françaises, ont critiqué Jean Staune en soutenant que ce dernier contestait la validité de la théorie contemporaine de l'évolution des espèces,. Un article du Nouvel Obs rapproche certains travaux de Jean Staune d'une « dérive créationniste », et un article du journal Le Monde considère qu'il évite de prononcer le nom de Dieu, mais que sa dialectique sous-entend en permanence sa possibilité. Guillaume Lecointre voit dans le nouveau paradigme défendu par Staune « la résurgence de la théologie naturelle de William Paley au début du XIXe siècle ». Staune a répondu à cet article[source insuffisante].

## Ouvrages
- Jean Staune (dir.), L'Homme face à la science, Criterion, 1992 Textes de Hubert Reeves, Ilya Prigogine, René Lenoir, Jacques Arsac et d'autres.
- Jean Staune (dir.), Science et Quête de sens, Presses de la Renaissance, 2005 Textes de Christian de Duve, Trinh Xuan Thuan, Bernard d'Espagnat, Charles Townes, Ahmed Zewail, William Phillips, Jean Kovalevsky et d'autres.
- Notre existence a-t-elle un sens ? Une enquête scientifique et philosophique, Presses de la Renaissance, 2007 - rééd. Fayard, 2017
- Au-delà de Darwin. Pour une autre vision de la vie, Jacqueline Chambon Éditions, 2009
- Michael Behe, La Boîte Noire de Darwin - Intelligent Design, dans la collection Science et Quête de Sens sous la direction de Jean Staune, Presses de la Renaissance, 2009 Préface de Pierre Perrier (conseil scientifique de l'UIP)
- La Science en otage. Comment certains industriels, écologistes, fondamentalistes et matérialistes nous manipulent, Presses de la Renaissance, Paris, 2010
- Lucien Daly (auteur), Pierre Perrier (postface), Jean Staune (préface) Dieu, les miracles et la science, Tatamis, 350p. 2012
- Les Clés du futur. Réinventer ensemble la société, l'économie et la science, Préface de Jacques Attali, Plon, Paris, 2015
- Explorateurs de l'invisible, Guy Trédaniel éditeur, 2018
- L'Intelligence collective, clé du monde de demain, Editions de l'Observatoire, Paris, 2019
- a collaboré à la rédaction du livre : Dieu, la science, les preuves - L'aube d'une révolution, de Michel-Yves Bolloré et Olivier Bonnassies, Guy Trédaniel éditeur, Paris, 2021
- Jésus, l'enquête, Plon, 2022  (ISBN 978-2259314077)

## Direction de collection
- Michael Behe, La Boîte noire de Darwin - Intelligent Design, dans la collection Science et Quête de Sens sous la direction de Jean Staune, Presses de la Renaissance, 2009 Préface de Pierre Perrier (conseil scientifique de l'UIP)

## Débats et controverses
- André Comte-Sponville, Jean Staune : la science va-t-elle réfuter l'athéisme ?,   copie archivée sur archive.org
- À propos de l'ouvrage : Notre existence a-t-elle un sens ? Une enquête scientifique et philosophique
- Guillaume Lecointre, encore une fois pris pour cible par l’UIP, répond à ces accusations
- Guillaume Lecointre sur L’Université interdisciplinaire de Paris
- La croisade de l’UIP contre le matérialisme